# Echinocrepis rostrata
Echinocrepis rostrata is een zee-egel uit de familie Pourtalesiidae.
De wetenschappelijke naam van de soort werd in 1973 gepubliceerd door Alexander Mironov.